# خط عرض 4° جنوب
خط عرض 4° جنوب هي إحدى دوائر العرض الجغرافية، وهي دوائر وهمية تحيط بالكرة الأرضية، وموازية لخط الاستواء، وتتميز هذه الدائرة بأن الأراضي الواقعة عليها تنتمي للمنطقة المدارية الحارة.

## حول العالم
خط عرض 4° جنوب يبدأ من خط الزوال الأولي ويتجه شرقا ويمر عبر:
| الإحداثيات                         | البلد أو الإقليم أو البحر   | ملاحظات |
| ---------------------------------- | --------------------------- | --- |
| 4°0′S 0°0′E / 4.000°S 0.000°E      | المحيط الأطلسي              | |
| 4°0′S 11°13′E / 4.000°S 11.217°E   | جمهورية الكونغو             | |
| 4°0′S 15°42′E / 4.000°S 15.700°E   | جمهورية الكونغو الديمقراطية | |
| 4°0′S 29°6′E / 4.000°S 29.100°E    | بحيرة تنجانيقا              | |
| 4°0′S 29°26′E / 4.000°S 29.433°E   | بوروندي                     | |
| 4°0′S 30°13′E / 4.000°S 30.217°E   | تنزانيا                     | |
| 4°0′S 38°15′E / 4.000°S 38.250°E   | كينيا                       | |
| 4°0′S 39°44′E / 4.000°S 39.733°E   | المحيط الهندي               | Passing between Denis Island وAride Island, سيشل |
| 4°0′S 102°19′E / 4.000°S 102.317°E | إندونيسيا                   | جزيرة سومطرة |
| 4°0′S 105°52′E / 4.000°S 105.867°E | بحر جاوة                    | |
| 4°0′S 114°37′E / 4.000°S 114.617°E | إندونيسيا                   | جزيرة بورنيو |
| 4°0′S 115°2′E / 4.000°S 115.033°E  | بحر جاوة                    | |
| 4°0′S 116°2′E / 4.000°S 116.033°E  | إندونيسيا                   | جزيرة Laut |
| 4°0′S 116°10′E / 4.000°S 116.167°E | مضيق ماكاسار                | |
| 4°0′S 119°34′E / 4.000°S 119.567°E | إندونيسيا                   | جزيرة سولاوسي (South Peninsula) |
| 4°0′S 120°20′E / 4.000°S 120.333°E | Gulf of Boni                | |
| 4°0′S 121°25′E / 4.000°S 121.417°E | إندونيسيا                   | جزيرة سولاوسي (South-east Peninsula) |
| 4°0′S 122°38′E / 4.000°S 122.633°E | بحر باندا                   | |
| 4°0′S 123°0′E / 4.000°S 123.000°E  | إندونيسيا                   | جزيرة ووني |
| 4°0′S 123°3′E / 4.000°S 123.050°E  | بحر باندا                   | مرورا بجنوب the جزيرة جزيرة بورو, إندونيسيا · مرورا بجنوب the جزيرة جزيرة أمبون, إندونيسيا · مرورا بجنوب the جزيرة جزيرة سيرام, إندونيسيا            |
| 4°0′S 131°12′E / 4.000°S 131.200°E | إندونيسيا                   | جزر Seram Laut |
| 4°0′S 131°26′E / 4.000°S 131.433°E | بحر سيرام                   | |
| 4°0′S 132°51′E / 4.000°S 132.850°E | إندونيسيا                   | جزيرة غينيا الجديدة |
| 4°0′S 133°19′E / 4.000°S 133.317°E | بحر آرافورا                 | |
| 4°0′S 134°11′E / 4.000°S 134.183°E | إندونيسيا                   | جزر Aiduma وغينيا الجديدة |
| 4°0′S 141°0′E / 4.000°S 141.000°E  | بابوا غينيا الجديدة         | جزيرة غينيا الجديدة |
| 4°0′S 144°34′E / 4.000°S 144.567°E | المحيط الهادئ               | بحر بيسمارك, مرورا بشمال Manam island, بابوا غينيا الجديدة                                                                                           |
| 4°0′S 152°35′E / 4.000°S 152.583°E | بابوا غينيا الجديدة         | جزيرة أيرلندا الجديدة |
| 4°0′S 152°56′E / 4.000°S 152.933°E | المحيط الهادئ               | |
| 4°0′S 153°42′E / 4.000°S 153.700°E | بابوا غينيا الجديدة         | جزيرة Babase |
| 4°0′S 153°43′E / 4.000°S 153.717°E | المحيط الهادئ               | مرورا بجنوب McKean Island, كيريباتي · مرورا بجنوب Birnie Island, كيريباتي · مرورا بشمال Manra Island, كيريباتي · مرورا بجنوب Rawaki Island, كيريباتي |
| 4°0′S 154°58′W / 4.000°S 154.967°W | كيريباتي                    | Malden Island |
| 4°0′S 154°54′W / 4.000°S 154.900°W | المحيط الهادئ               | |
| 4°0′S 80°59′W / 4.000°S 80.983°W   | بيرو                        | |
| 4°0′S 80°26′W / 4.000°S 80.433°W   | الإكوادور                   | لحوالي 13 km |
| 4°0′S 80°19′W / 4.000°S 80.317°W   | بيرو                        | لحوالي 7 km |
| 4°0′S 80°15′W / 4.000°S 80.250°W   | الإكوادور                   | |
| 4°0′S 78°31′W / 4.000°S 78.517°W   | بيرو                        | |
| 4°0′S 70°10′W / 4.000°S 70.167°W   | كولومبيا                    | |
| 4°0′S 69°53′W / 4.000°S 69.883°W   | البرازيل                    | الأمازون (ولاية) بارا مارانهاو بياوي سيارا |
| 4°0′S 38°14′W / 4.000°S 38.233°W   | المحيط الأطلسي              | مرورا بجنوب جزيرة روكاس الإستوائية, البرازيل · مرورا بجنوب فرناندو دي نورونيا island, البرازيل                                                       |